# Paul Jean-Marie Dossavi
Paul Jean-Marie Dossavi (* 26. Juni 1934 in Bokpa, Französisch-Westafrika; † 13. September 2005 in Aného, Togo) war ein beninischer römisch-katholischer Geistlicher und Bischof von Aného in Togo.

## Leben
Paul Jean-Marie Dossavi empfing am 30. Juni 1963 das Sakrament der Priesterweihe. Später wirkte er als Spiritual am interdiözesanen Priesterseminar in Lomé.
Am 23. Februar 1996 ernannte ihn Papst Johannes Paul II. zum Bischof von Aného. Der Präfekt der Kongregation für die Bischöfe, Bernardin Kardinal Gantin, spendete ihm am 28. April desselben Jahres die Bischofsweihe; Mitkonsekratoren waren der Erzbischof von Lomé, Philippe Fanoko Kossi Kpodzro, und der Bischof von Saint-Louis du Sénégal, Pierre Sagna CSSp. In der Bischofskonferenz von Togo fungierte Dossavi zudem als Vorsitzender der Kommissionen für die Katechese und für die Liturgie.